# Antonio Vallejo Alberola
Antonio Vallejo Alberola (Cartagena, 19 de noviembre de 1942) es un arquitecto y político español, alcalde de Cartagena entre 1987 y 1991 por el Partido Cantonal.

## Biografía
Nacido en el barrio de Los Dolores, Antonio Vallejo Alberola obtuvo su título de arquitecto en 1970 por la Escuela Técnica Superior de Arquitectura de Madrid. Su relación con el Partido Cantonal empezó en 1978, por el que fue concejal entre 1979 y 1987.
En febrero de 1987 se destapó un escándalo de corrupción protagonizado por el alcalde socialista Juan Martínez Simón, que provocó que dos de sus concejales, pasaran a las filas cantonales otorgándole la alcaldía, con el apoyo de la entonces Alianza Popular. En las elecciones de junio de ese mismo año, el PCAN fue la lista más votada, pero empató con el PSOE en número de concejales (10), siendo necesario el apoyo de Alianza Popular para conseguir que Antonio Vallejo formase gobierno en coalición con los populares. Se abría así una etapa en la que se remodeló el Paseo de Alfonso XIII, la Alameda de San Antón y se construyó el estadio municipal Cartagonova, entre otras obras. Importante fue igualmente la firma de dos convenios con la administración central que supusieron el primer paso para el inicio del despegue cultural y turístico de la ciudad: la remodelación del puerto de Cartagena con la Autoridad Portuaria, y las excavaciones del teatro romano con el Ministerio de Cultura.
De singular relevancia, para la revitalización de la industria cartagenera, fue la gestión realizada por el alcalde Vallejo y la corporación municipal, juntamente con la administración regional, para la implantación en Cartagena de la factoría de plásticos General Electric, para lo que el Ayuntamiento aportó los terrenos necesarios para su construcción en La Aljorra.
Como representante de un partido declarado cartagenerista, uno de sus mayores tantos en ese campo fue el nombramiento el 29 de enero de 1990 del rey Juan Carlos I como alcalde honorario de la ciudad de Cartagena. Aprovechando la ocasión, transmitió al monarca, durante su discurso en la sesión plenaria, una solicitud oficial de mediación por la provincia de Cartagena.
Con el alcalde Vallejo, se impulsaron y crearon las fiestas de Carthagineses y Romanos en el año 1990, siendo en ese año el primer pregonero de las mismas.
Su mandato finalizó en 1991. Años después se otorgó su nombre al parque situado junto al estadio Cartagonova, con el nombre Parque Vallejo Alberola, cuya creación fue realizada durante su etapa, participando el propio alcalde, la corporación municipal y un gran número de ciudadanos en la plantación de los árboles del mismo.
Como arquitecto, es autor de numerosas obras a lo largo de su dilatada trayectoria profesional, destacando entre ellas la realización del Cine Carlos III en la plaza de San Francisco, el edificio Concordia en la calle Real, la restauración de la iglesia castrense de Santo Domingo y el Edificio Versalles en la calle Mayor cartagenera. Este último cuya fachada se realizó en mármol, le valió el premio Comarca del Mármol Macael a la obra arquitectónica en su VI edición, y el premio de arquitectura ABAL, concedido por los Amigos de las Bellas Artes y las Letras de Cartagena, en su II edición.
Es también autor de la obra civil de la cámara hiperbárica del Santo Hospital de Caridad, así como de la remodelación de la Lonja de Pescado del puerto de Cartagena. Completan su legado un centenar de edificios repartidos por la geografía cartagenera, municipio en el que ha desarrollado la mayor parte de su obra, aunque existen igualmente realizaciones suyas en otras partes de España como Madrid, Córdoba, Castellón, Lorca y Murcia, teniendo además algunos trabajos efectuados en Francia.